# Station Sińczyca
Station Sińczyca was een spoorwegstation in de Poolse plaats Sińczyca.